# Philentoma velata
Philentoma velata е вид птица от семейство Tephrodornithidae. Видът е почти застрашен от изчезване.

## Разпространение
Видът е разпространен в Бруней, Индонезия, Малайзия, Мианмар и Тайланд.